# Premio Ariel
El Premio Ariel es un Premio cinematográfico concedido anualmente por la Academia Mexicana de Artes y Ciencias Cinematográficas (AMACC) como reconocimiento a los profesionales de la industria cinematográfica mexicana, incluyendo directores, intérpretes, técnicos y productores. Se creó en el año 1946 a la vez que se estableció la AMACC.
La figura del Ariel es la estatua de un hombre en actitud de emprender el vuelo diseñada por el escultor mexicano Ignacio Asúnsolo. El nombre del galardón surgió del libro homónimo del escritor José Enrique Rodó, en el que Ariel es la simbolización de los ideales de unidad y defensa de la cultura latinoamericana.
La Academia entrega el Ariel de Plata en 25 categorías y un Ariel de Oro a la mejor película. Además, este Ariel de Oro se entrega a individuos e instituciones en reconocimiento de su trayectoria. La primera entrega fue realizada el 15 de mayo de 1947 en el centro nocturno El patio de la Ciudad de México y premió a las producciones realizadas entre los años 1945 y 1946. La barraca fue la primera ganadora del Ariel a la mejor película.

## Historia
Para reconocer al cine mexicano, la Academia creó el Premio Ariel, cuya estatuilla fue diseñada por Ignacio Asúnsolo, escultor de Hidalgo del Parral, Chihuahua. 
Fue entregado sin interrupciones desde la primera ceremonia, realizada el 15 de mayo de 1947, hasta el año 1958, cuando hubo que suspender el evento debido a la situación crítica de la industria del cine en México, incluyendo dificultades con el Sindicato de Trabajadores de la Producción Cinematográfica y la desaparición de 3 de los estudios de cine más importantes.La ceremonia del Ariel se reanudó en el año 1972.
La figura del Ariel es la estatua de un hombre en actitud de emprender el vuelo diseñada por el escultor mexicano Ignacio Asúnsolo. A la par de la estatuilla, se realizó una réplica de bronce, de 3 metros de altura, sobre un pedestal de concreto con la inscripción "Homenaje al Cine Nacional". En 1951, se colocó en el Paseo de la Reforma, a la altura de Chapultepec, donde causó polémica por su desnudez. La figura permaneció en ese sitio hasta 1958, cuando fue trasladada a los Estudios Churubusco.
En 2015, el Instituto Mexicano de Cinematografía realizó una exposición titulada 'Y el Ariel de Oro es para...', con el objetivo de exponer los carteles de las películas ganadoras del Premio Ariel a la mejor película desde 1947 a 2015, muestra que estuvo disponible en el sitio web de la AMACC y en la Galería Abierta de las Rejas de Chapultepec.

### Traslado a Jalisco
En 2023, la AMACC anunció la suspensión de la convocatoria de la edición 65° por falta de presupuesto y, a la vez, responsabilizando al gobierno por ello. La convocatoria se reanudó en febrero del 2023 gracias a la donación de la empresa Equipment and Film Design International (EFD) y a las cuotas de los miembros de la AMACC. El 9 de junio, en una conferencia en el Teatro Degollado, el comité directivo de la AMACC y el gobernador de Jalisco, Enrique Alfaro, anunciaron que la edición se realizaría en la capital del estado con el apoyo de varias dependencias del gobierno estatal. La edición 65° fue la primera realizada fuera de la Ciudad de México. La siguiente edición también se realizó en Guadalajara, y para la edición 67° se anunció, durante el evento de nominaciones, que se realizaría el 20 de septiembre del 2025 en Puerto Vallarta, Jalisco, con transmisión por televisión.

En conferencia de prensa del evento, Michelle Fidman, secretaria de Turismo de Jalisco, declaró que "Jalisco es el único estado del país que tiene, por ejemplo, una política pública de apoyo a filmaciones a través de incentivos como Cash Rebate. Tenemos, en FILMA Jalisco, una estructura que se dedica a apoyar al cine a través de la Academia, de la industria, de los incentivos fiscales y de otros tipos para apoyar e incentivar la llegada de estas filmaciones". También reveló que se destinarán más de 10 millones de pesos para la producción del evento.

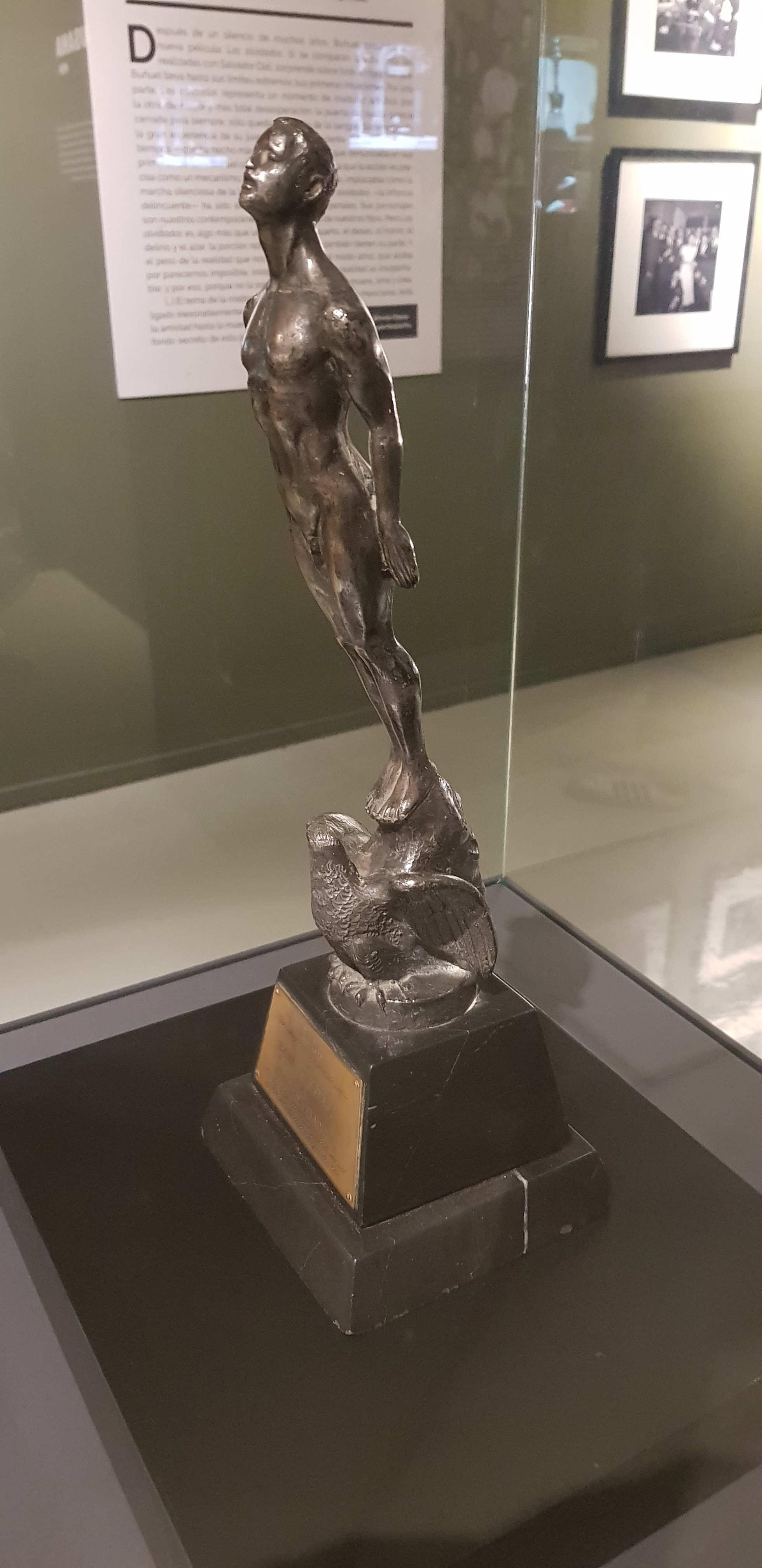
Estatuilla del Premio Ariel entregada a Luis Buñuel por la película Los olvidados (1950) durante la sexta ceremonia de los Premios.

## Ediciones
| Edición | Año  | Categorías |
| ------- | ---- | ---------- |
| LXVII   | 2025 | 25         |
| LXVI    | 2024 | 21         |
| LXV     | 2023 | 24         |
| LXIV    | 2022 | 25         |
| LXIII   | 2021 | 25         |
| LXII    | 2020 | 25         |
| LXI     | 2019 | 25         |
| LX      | 2018 | 26         |
| LIX     | 2017 | 28         |
| LVIII   | 2016 | 26         |
| LVII    | 2015 | 25         |
| LVI     | 2014 | 23         |
| LV      | 2013 | 23         |
| LIV     | 2012 | 23         |
| LIII    | 2011 | 23         |
| LII     | 2010 | 23         |
| LI      | 2009 | 23         |
| L       | 2008 | 24         |
| XLIX    | 2007 | 22         |
| XLVIII  | 2006 | 20         |
| XLVII   | 2005 | 23         |
| XLVI    | 2004 | 23         |
| XLV     | 2003 | 23         |
| XLIV    | 2002 | 25         |
| XLIII   | 2001 | 23         |
| XLII    | 2000 | 22         |
| XLI     | 1999 | 22         |
| XL      | 1998 | 23         |
| XXXIX   | 1997 | 22         |
| XXXVIII | 1996 | 26         |
| XXXVII  | 1995 | 21         |
| XXXVI   | 1994 | 24         |
| XXXV    | 1993 | 24         |
| XXXIV   | 1992 | 20         |
| XXXIII  | 1991 | 19         |
| XXXII   | 1990 | 17         |
| XXXI    | 1989 | 19         |
| XXX     | 1988 | 21         |
| XXIX    | 1987 | 21         |
| XXVII   | 1986 | 16         |
| XXVII   | 1985 | 16         |
| XXVI    | 1984 | 17         |
| XXV     | 1983 | 15         |
| XXIV    | 1982 | 17         |
| XXIII   | 1981 | 16         |
| XXII    | 1980 | 17         |
| XXI     | 1979 | 17         |
| XX      | 1978 | 17         |
| XIX     | 1977 | 18         |
| XVIII   | 1976 | 13         |
| XVII    | 1975 | 13         |
| XVI     | 1974 | 14         |
| XV      | 1973 | 14         |
| XIV     | 1972 | 13         |

#### Época de Oro del cine mexicano
| Edición | Año  | Categorías |
| ------- | ---- | ---------- |
| XIII    | 1958 | 17         |
| XII     | 1957 | 17         |
| XI      | 1956 | 17         |
| X       | 1955 | 15         |
| IX      | 1954 | 16         |
| VIII    | 1953 | 17         |
| VII     | 1952 | 17         |
| VI      | 1951 | 17         |
| V       | 1950 | 16         |
| IV      | 1949 | 16         |
| III     | 1948 | 15         |
| II      | 1947 | 17         |
| I       | 1946 | 16         |

## Categorías

### Lista de películas premiadas anualmente en cada apartado
- Ariel a la mejor película.
- Ariel a la mejor dirección.
- Ariel al mejor actor.
- Ariel a mejor actriz.
- Ariel a mejor coactuación masculina.
- Ariel a mejor coactuación femenina.
- Ariel a mejor guion original.
- Ariel a mejor guion adaptado.
- Ariel a mejor fotografía.
- Ariel a la mejor edición.
- Ariel a Mejor Sonido.
- Ariel a mejor música.
- Ariel a Mejor Diseño de Arte.
- Ariel a Mejor Vestuario.
- Ariel a Mejor Maquillaje.
- Ariel a Mejores Efectos Visuales.
- Ariel a Mejores Efectos Especiales.
- Ariel a mejor ópera prima.
- Ariel a mejor película de animación.
- Ariel a Mejor película iberoamericana.
- Ariel a Mejor Largometraje Documental.
- Ariel a mejor cortometraje de ficción.
- Ariel a Mejor Cortometraje Documental.
- Ariel a Mejor Cortometraje Animado.
- Ariel a mejor revelación actoral.

### Premios especiales
- Ariel de Oro.

### Categorías descontinuadas
- Ariel a mejor actuación infantil.
- Ariel a mejor actuación juvenil.
- Ariel a mejor ambientación.
- Ariel a mejor argumento original.
- Ariel a mejor cortometraje educativo, científico o de divulgación artística.
- Ariel a mejor escenografía.
- Ariel a mejor guion cinematográfico.
- Ariel a mejor mediometraje de ficción.
- Ariel a mejor mediometraje documental.
- Ariel a mejor tema musical.
- Ariel a mejor revelación masculina (a partir del año 2015).
- Ariel a mejor revelación femenina (a partir del año 2015).
- Ariel a mejor actor de cuadro.
- Ariel a mejor actriz de cuadro.

## Estadísticas
Actores más nominados
- Damián Alcázar: 12 nominaciones.
- Ernesto Gómez Cruz: 11 nominaciones.
- Alejandro Parodi: 10 nominaciones.
- José Carlos Ruiz: 10 nominaciones.
- Bruno Bichir: 8 nominaciones.
- Arturo de Córdova: 7 nominaciones.
- Pedro Armendáriz Jr.: 7 nominaciones.
- Manuel Ojeda: 7 nominaciones.
- Pedro Infante: 7 nominaciones.

Actrices más nominadas
- Ana Ofelia Murguía: 17 nominaciones.
- María Rojo: 11 nominaciones.
- Angélica Aragón: 10 nominaciones.
- Blanca Guerra: 9 nominaciones.
- Marga López: 9 nominaciones.
- Patricia Reyes Spíndola: 7 nominaciones.

Actores más premiados
- Damián Alcázar: 8 Premios.
- Ernesto Gómez Cruz: 7 Premios.
- José Carlos Ruiz: 6 Premios.
- Alejandro Parodi: 5 Premios.
- Daniel Giménez Cacho: 5 Premios.

Actrices más premiadas
- María Rojo: 4 Premios.
- Blanca Guerra: 5 Premios.
- Patricia Reyes Spíndola: 4 Premios.

Actores/Actrices más nominados y no premiados
- Andrés Soler: 4 nominaciones.
- Silverio Palacios: 4 nominaciones.
- Mayra Sérbulo: 4 nominaciones.
- Zaide Silvia Gutiérrez: 4 nominaciones.
- Cassandra Ciangherotti: 6 nominaciones.